# United States Indo-Pacific Command
L'United States Indo-Pacific Command (USINDOPACOM) - dénomination à partir du 30 mai 2018 du  United States Pacific Command (PACOM ou USPACOM : « commandement Pacifique des États-Unis ») - est l’autorité suprême pour les divers corps d’armée des États-Unis opérant dans sa zone d’activité. C'est un des onze Unified Combatant Command dépendant du département de la Défense des États-Unis (DoD). Seuls le président des États-Unis, commandant en chef des Forces armées et son état-major composé de leurs chefs, ont une plus grande autorité.
Le PACOM est basé sur l’île d’O'ahu à Honolulu (Hawaii) au centre de commandement du Pacifique Nimitz-MacArthur. La principale puissance de combat du PACOM est constituée par l’US Army du Pacifique, les forces des Marines du Pacifique, la flotte du Pacifique et l’US Air Force du Pacifique.

## Sphère d’influence

Sphère d'influence en 2007

Le PACOM étend en 2008 sa sphère d’influence de la côte ouest des États-Unis jusqu’à la côte est de l’Afrique (mis à part les eaux au nord du 5° Sud et à l’ouest du 68°), englobant toute l’Asie du sud-est, l’Australie et la périphérie du Pacifique. Il a aussi sous son contrôle les opérations militaires des États-Unis dans le Pacifique, englobant l’état d’Hawaii, l’océan Indien et également les forces basées en Alaska.
La sphère d'influence du PACOM concerne plus de cinquante pour cent de la surface de la planète – environ 169 millions de km² -, à peu près 60 % de la population mondiale, 43 pays.
Le PACOM a pour mission de préserver et de protéger cinq parmi les sept traités de défense mutuelle signés par les États-Unis avec leurs alliés :
- États-Unis / république des Philippines (Mutual Defense Treaty,(1952)
- États-Unis / Australie / Nouvelle-Zélande (ANZUS – États-Unis, 1952)
- États-Unis / république de Corée (Mutual Defense Treaty, 1954)
- États-Unis / France / Australie / Nouvelle-Zélande / Thaïlande / Philippines (Organisation du traité de l'Asie du Sud-Est, 1954-1977)
- États-Unis /Japon (Traité de coopération mutuelle et de sécurité entre les États-Unis et le Japon, 1960)

Trente-cinq pour cent du commerce global des États-Unis est concerné par le PACOM, d’un montant de plus de 548 milliards de dollars en 1998.
Cinq des plus grandes puissances militaires mondiales sont couvertes par le PACOM : la république populaire de Chine, la Russie, l’Inde, les Corée du Nord et du Sud.

## Organisation
Le PACOM est composé des commandements suivants:
- United States Army Pacific (USARPAC) de l'United States Army
- United States Pacific Fleet (USPACFLT) de l'United States Navy
- United States Marine Corps Forces Pacific (MarForPac) de l'United States Marine Corps
- Pacific Air Forces (PACAF) de l'United States Air Force
- Special Operations Command Pacific (SOCPAC) des Special Forces

## Commandants
- Commandants de l'U.S. Pacific Command/Commandants de la flotte du Pacifique des États-Unis
  - Amiral John H. Towers (01/01/47 - 28/02/47)
  - Amiral Louis E. Denfeld (28/02/47 - 03/12/47)
  - Amiral DeWitt C. Ramsey (12/01/48 - 30/04/49)
  - Amiral Arthur W. Radford (30/04/49 - 10/07/53)
  - Amiral Felix B. Stump (10/07/53 - 14/01/58)
- Commandants du U.S. Pacific Command
  - Amiral Felix B. Stump (14/01/58 - 31/07/58)
  - Amiral Harry D. Felt (31/07/58 - 30/06/64)
  - Amiral Ulysses S. Grant Sharp (30/06/64 - 31/07/68)
  - Amiral John S. McCain, Jr. (31/07/68 - 01/09/72)
  - Amiral Noel Gayler (01/09/72 - 30/08/76)
  - Amiral Maurice F. Weisner (30/08/76 - 31/10/79)
  - Amiral Robert L.J. Long (31/10/79 - 01/07/83)
  - Amiral William J. Crowe Jr. (01/07/83 - 18/09/85)
  - Amiral Ronald J. Hays (18/09/85 - 30/09/88)
  - Amiral Huntington Hardisty (30/09/88 - 01/03/91)
  - Amiral Charles R. Larson (01/03/91 - 11/07/94)
  - LTG Harold T. Fields (11/07/94 - 19/07/94)
  - Amiral Richard C. Macke (19/07/94 - 31/01/96)
  - Amiral Joseph W. Prueher (31/01/96 - 20/02/99)
  - Amiral Dennis C. Blair (20/02/99 - 2/05/02)
  - Amiral Thomas B. Fargo (2/05/02 - 26/02/05)
  - Amiral William J. Fallon (26/02/05 - 3 mars 2007)
  - Amiral Thimothy Keating (23 mars 2007 - 19 octobre 2009)
  - Amiral Robert F. Willard (19 octobre 2009 - 9 mars 2012)
  - Amiral Samuel J. Locklear (9 mars 2012 - 27 mai 2015)
  - Amiral Harry B. Harris (27 mai 2015 - 30 mai 2018)
  - Amiral Philip S. Davidson (30 mai 2018 - 30 avril 2021)
  - Amiral John C. Aquilino (1er mai 2021 - )

## Histoire
Le PACOM, plus ancien et le plus important des Unified Combatant Command, a été créé le 1er janvier 1947 par le président Harry Truman et son quartier général se trouvait, dès l’origine, à Saltlake dans les faubourgs d’Honolulu. Il contrôlait toutes les forces armées des États-Unis dans ce que l’on a appelé le théâtre des opérations du Pacifique durant la Seconde Guerre mondiale.
En 1972, la zone de responsabilité du PACOM a été considérablement étendue pour englober l’océan Indien, l’Asie du Sud et l’Arctique, puis, en 1976, à nouveau élargi à une partie de l’Afrique. Dans les années 1980, le président Ronald Reagan l’élargit de nouveau à la république populaire de Chine, à la Corée, à la Mongolie et à Madagascar.
Avec la création du Commandement des États-Unis pour l'Afrique, Madagascar n'est plus sous sa responsabilité.
Avant 2002, le commandant du PACOM portait le titre de CINCPAC pour Commander-in-Chief, US Pacific Command. Le 24 octobre 2002, son titre a été changé pour devenir Commander, US Pacific Command (CDRUSPACOM).